# Feberdröm
En feberdröm är en specifik dröm som orsakas av hög kroppstemperatur och som vanligtvis är extremt obehaglig, förvirrande, hektisk, bisarr, negativ, livfull och även skrämmande. Dessa drömmar skiljer sig mycket från en normal dröm, men liknar till viss del en mardröm. Det finns få vetenskapliga bevis för varför de uppstår. Läkare och forskare vet att mardrömmar är kopplade till förhöjd kroppstemperatur, men det finns inte mycket information om varför temperaturen påverkar hjärnan på detta sätt.